# Merry Christmas con Csaba
Merry Christmas con Csaba è stato un programma condotto da Csaba Dalla Zorza, trasmesso sul canale Real Time dal 1º dicembre 2012 al 5 gennaio 2013.
Lo show ha visto la nascita di due spin-off: Summer Cooking con Csaba, che è andato in onda sempre su Real Time, e La classe di Csaba, serie web che è andata in onda solo sul sito della rete televisiva.

## Format
In ogni puntata, della durata di 30 minuti circa, tramite dei tutorial venivano illustrate delle ricette tipiche delle feste natalizie oppure venivano mostrate delle tecniche per decorare gli spazi della casa e per fare dei simpatici oggetti da utilizzare durante le festività del natale o ancora venivano illustrati i modi di comportamento con gli ospiti. Al termine di ogni tutorial c'era un riepilogo di ciò che era stato realizzato. Inoltre al termine della puntata la conduttrice faceva un riepilogo delle varie ricette e dei vari oggetti realizzati durante la puntata.

## Spin-off

### Summer Cooking con Csaba
Summer Cooking con Csaba è il primo spin-off del programma Merry Christmas con Csaba, andato in onda nell'estate del 2013 sulla rete Real Time condotto sempre Csaba Dalla Zorza. Il programma è stato trasmesso dal 14 luglio al 18 agosto 2013. In questa versione del programma Csaba mostrava, sempre tramite dei tutorial, come realizzare delle ricette e come prendersi cura degli ospiti durante particolari occasioni, come un barbecue, un cocktail o un brunch. Come nell'edizione natalizia, al termine di ogni tutorial c'era un riepilogo di ciò che era stato realizzato e al termine la conduttrice faceva un riepilogo di tutto ciò che è stato realizzato durante la puntata.

### La classe di Csaba
La classe di Csaba è il secondo spin-off del programma, condotto da Csaba Dalla Zorza. A differenza degli altri due programmi, questa serie non è andata in onda sul canale di Real Time, bensì sul sito della rete a partire dal 12 maggio 2014. In questa serie, composta da 15 puntate della durata di circa 5 minuti, l'esperta di food e lifestyle spiega come preparare 15 ricette adatte alle occasioni più differenti. Ogni ricetta è spiegata passo passo in modo semplice e diretto, Csaba svela piccoli segreti e consigli su tecniche e procedimenti da seguire, aggiungendo anche suggerimenti su eventuali cambi di ingredienti.